# Manifesto
„Manifesto“ е четвъртият студиен албум на германската мелодична дет метъл група Deadlock. Издаден е от лейбъла Lifeforce Records на 14 ноември 2008 г. в Германия, Австрия и Швейцария, и на 17 ноември в цяла останала Европа.
Във връзка с промоцията на „Manifesto“, групата предоставя възможност целият албум да бъде прослушан онлайн на страницата им в MySpace.com. В периода от 3 до 13 ноември всеки ден е публикувана по една песен, която e достъпна за прослушване в следващите 24 часа, след което е заменяна с нова.
На 15 ноември официален концерт по случай издаването на „Manifesto“ e проведен в Регенсбург с участието на групите Myra и Anima.
Към песента „The Brave/Agony Applause“ има заснет видеоклип, режисиран от Филип Хирш и Хайко Типелт.

### Бонус песни
Тези песни са включени в специалните ограничени „Digipack“ и „Box“ издания на албума.
1. „The Brave/Agony Applause“ (акустична версия, изпълнена на живо)
2. „Martyr To Spam – Planetakis vs. Deadlock“ (ремикс на DJ Morgoth)

## Участници
- Сабине Венигер – вокали
- Йоханес Прем – вокали
- Тобиас Граф – ударни
- Томас Хушка – бас
- Себастиан Райхъл – китари
- Герт Римен – китари